# Long Island (Antigua en Barbuda)
Long Island of Jumby Bay is een privé-eiland dat tot Antigua en Barbuda behoort. Het is het vijfde grootste eiland van het land en ligt vlak voor de kust van Antigua aan de noord-oostzijde. Het eiland ligt in de Caribische Zee en maakt deel uit van de Kleine Antillen.
Het eiland bevat een luxueus hotel, en villa's. Auto's zijn niet toegestaan op het eiland, en het is alleen per boot te bereiken.
Antigua · Barbuda · Great Bird Island · Green Island · Guiana Island · Long Island · Redonda